# Presó de Martutene
La presó de Martutene és un centre penitenciari mixt de la localitat basca de Sant Sebastià, situada al barri de Martutene. S'inaugurà l'any 1948 després del tancament de la presó d'Ondarreta. Malgrat tenir una capacitat d'un màxim de 150 presos, el centre reclou a gairebé 250 presos. És l'única presó existent a Guipúscoa.
El 7 de juliol de 1985, els presos d'ETA Joseba Sarrionandia i Iñaki Pikabea s'hi fugaren, amagats dins de dos altaveus, després d'un concert d'Imanol Larzabal sense que el cantautor ho sabés. Aquesta fuga espectacular va inspirar la cançó «Sarri, Sarri» del grup basc Kortatu.
El 17 de novembre de 2014 el consistori municipal sol·licità la demolició de la presó. Després del tancament està previst obrir-ne una de nova al barri de Zubieta, amb una inversió total de 95 milions d'euros tindria cabuda per a 500 presos. El 4 d'agost de 2018, el ministre de l'Interior espanyol en funcions, Fernando Grande-Marlaska, anuncià que no es construiria cap presó substitutòria a Guipúscoa i que, en els terrenys de la de Martutene, s'erigiria un Centre d'Inserció Social (CIS). Pocs dies després, al 10 d'agost de 2018, quasi un centenar de presos s'oposaren a la reconversió en un CIS per a persones en tercer grau i amb condemnes alternatives a la pena privativa de llibertat, així com al trasllat dels interns a la presó alabesa de Zaballa, al·legant «motius d'arrelament social». L'11 d'octubre de 2018, el Ministeri feu marxa enrere i autoritzà el pla inicial de construir la presó de Zubieta, després de la pressió exercida pels reclusos, juntament amb la de les entitats que treballen amb ells, especialment els juristes de l'Audiència Provincial de Guipúscoa i de l'Il·lustre Col·legi d'Advocats de Guipúscoa (ICAGI).
A data de 5 d'octubre de 2018, el 20% dels 242 interns del centre (176 homes i 13 dones en règim de reclusió; 49 homes i 4 dones en règim obert) ho foren per delictes de violència de gènere. Si bé la majoria de casos no responen a delictes de sang, la realitat és que l'edat dels nous presos és cada vegada menor.

## Galeria

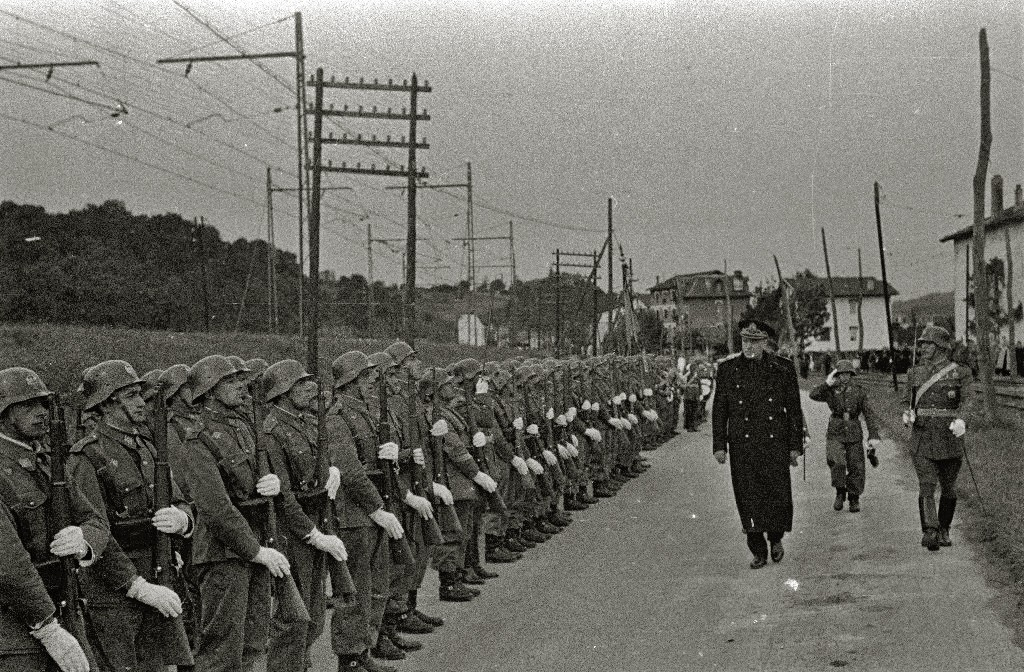
Acte de col·locació de la primera pedra (1944)
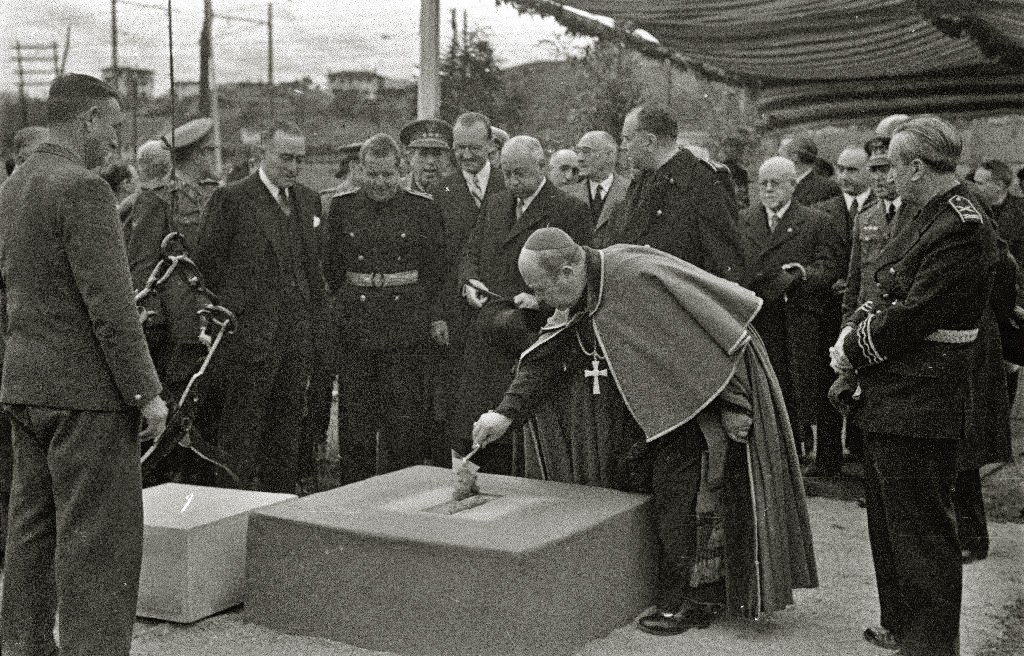
Acte de col·locació de la primera pedra (1944)